# Monastère de Zamfira
Le Monastère de Zamfira est un monastère de nonnes orthodoxes situé à Lipănești, dans le Județ de Prahova en Roumanie.

## Histoire
L'église fut construite à l'initiative de Zamfira Apostoli, la veuve d'un riche marchand de Valachie et achevée en 1743. Comme l'église d'origine fut endommagée par des tremblements de terre en 1802 et 1838, une nouvelle a été construite en 1858.

## Architecture
L'enceinte du monastère a la forme d'un quadrilatère, avec la nouvelle église au centre. L'ancienne église est située en dehors de l'enceinte, près du cimetière. 
La nouvelle église fut ornée de fresques par Nicolae Grigorescu à l'âge de 18 ans, en 1856-1857.